# Abstraction
Abstraction, voorheen bekend als Abstraction Games, is een Nederlandse computerspelontwikkelaar gevestigd in Valkenswaard, Noord-Brabant. De studio richt zich hoofdzakelijk op het porteren en co-ontwikkelen van computerspellen, waaronder Angry Birds, Hotline Miami, Ark, Baldur's Gate 3, Mass Effect: Legendary Edition en Gigantic: Rampage Edition. In 2025 had Abstraction Games aan meer dan tweehonderd projecten gewerkt voor diverse platforms. In januari van dat jaar werd het bedrijf overgenomen door Virtuos.

## Geschiedenis

### Beginjaren

Het logo van Abstraction Games gebruikt van 2007 tot 2019

Abstraction Games werd officieel opgericht als eenmanszaak in september 2007 door Ralph Egas. Echter, de basis voor het bedrijf werd in december 2006 gelegd toen Egas en Erik Bastianen hun idee formaliseerden om gezamenlijk aan eigen projecten te werken. Aanvankelijk was het de intentie van Egas om van Abstraction Games een onafhankelijke ontwikkelstudio te maken. Het bedrijf begon met de ontwikkeling van een puzzelspel genaamd Qoobs, dat bijna voltooid werd maar uiteindelijk werd afgewezen door Microsoft Casual Games voor het Xbox Live Arcade-platform. Na de aankondiging van WiiWare richtte Abstraction Games zich op dit platform. In oktober 2007 bestelde het bedrijf productiehardware en begon met de ontwikkeling, in de hoop dat een uitgever Qoobs zou oppikken. Ondanks aanpassingen met hulp van een uitgever, werd Qoobs opnieuw afgewezen.
Ondanks de teleurstelling van de afwijzingen van Qoobs, zetten Egas en Bastianen hun inspanningen voort en brachten zij in 2008 hun eerste commerciële spel uit, namelijk het puzzelspel Potpourrii voor het WiiWare-platform in 2008. De ontwikkeling van Potpourrii duurde ongeveer een half jaar, en het werd voornamelijk door Egas en Bastianen in de avonduren en weekenden ontwikkeld, naast hun andere verplichtingen. De artdirection en muziek werden uitbesteed. Potpourrii wist echter geen commercieel succes te behalen.

### Verschuiving naar porteren
Kort na de uitgave van Potpourrii benaderde uitgever Chillingo Abstraction Games met de vraag of het bedrijf beschikte over een geschikt project voor publicatie op de iPhone. Daarop werd Potpourrii aangeboden, dat recent voor WiiWare was verschenen. Abstraction Games realiseerde de portering binnen twee weken en het spel verscheen in 2009. Hoewel de iPhone-versie eveneens weinig succes kende, leidde de samenwerking tot nieuwe opdrachten. Een daarvan betrof het porteren van iDracula naar WiiWare en PlayStation Portable in hetzelfde jaar en Nintendo DSi in 2010.
Een belangrijk project voor de studio volgde begin 2011 met de portering van Angry Birds naar de PlayStation Portable en PlayStation 3. Het spel werd dat jaar uitgebracht en behaalde gedurende meerdere weken de hoogste positie in de PlayStation Store. Het commerciële succes maakte verdere groei van het bedrijf mogelijk. In 2011 bracht het bedrijf ook Cut the Rope naar DSiWare en in 2012 Rocketbirds: Hardboiled Chicken naar pc.
In 2012 poogde Abstraction Games via het crowdfundingplatform Gambitious financiering te werven voor een eigen project genaamd Candy Kids, maar dit was niet succesvol. Het doel om € 200.000 op te halen werd niet bereikt, en er zijn geen aanwijzingen dat het spel ooit is uitgebracht.

### Verdere porteerprojecten

Het kantoor van Abstraction Games in Valkenswaard, 2016

In de daaropvolgende jaren werkte Abstraction Games aan het porteren van verschillende titels naar diverse platforms. In 2013 werd Hotline Miami geport naar PlayStation 3 en Vita. Omdat het origineel was gebouwd in een oudere versie van GameMaker, ontwikkelde Abstraction hiervoor een eigen framework om het spel naar nieuwe platforms te brengen. Eveneens in 2013 bracht Abstraction een moderne versie uit van de klassieke top-down shooter The Chaos Engine voor pc, Mac en Linux.
Eind 2013 werd Abstraction Games aangekondigd als ontwikkelaar voor de Nintendo 3DS- en PlayStation Vita-ports van het succesvolle Kickstarter-project Mighty No. 9. De studio ging een overeenkomst aan waarbij het ook investeerde in de ontwikkeling, in ruil voor een deel van de opbrengst. Volgens CEO Ralph Egas liep dit project echter stuk door communicatieproblemen en grote vertragingen vanuit hoofd-ontwikkelaar Comcept bij het aanleveren van noodzakelijke builds en de broncode. Omdat de overeenkomst een niet-bindende intentieverklaring betrof, trok Abstraction Games zich terug voordat de daadwerkelijke portering startte. De taak werd vervolgens overgedragen aan Engine Software, die er later ook mee stopte.
Het portfolio van Abstraction Games breidde zich in 2014 uit met ports van onder andere Rogue Legacy voor PlayStation-consoles en later Xbox One, de PlayStation 4-port van Awesomenauts Assemble!, en Duke Nukem 3D: Megaton Edition voor PlayStation 3 en Vita. De indie survivalgame Don't Starve werd in 2015 naar PlayStation 3 gebracht. In 2016 werkte het bedrijf aan de pc-versies van Danganronpa: Trigger Happy Havoc en Danganronpa 2: Goodbye Despair, Broforce voor PlayStation 4, A Boy and His Blob voor diverse platforms, de consoleportering van de WWI-shooter Verdun, en de adaptatie van de point-and-click adventure-spel Shadowgate naar consoles, waarbij de besturing en interface significant werden aangepast voor gamepads. Abstraction leverde dat jaar ook additionele ontwikkeling voor Deadlight: Director's Cut.

### Diversificatie
Vanaf circa 2017 verschoof de focus deels naar co-ontwikkeling en betrokkenheid bij grotere, langlopende projecten, naast het reguliere porteerwerk. Voorbeelden van ports uit deze periode zijn de pc-versie van The King of Fighters XIV, waarvoor uitgebreide ondersteuning voor diverse controllers en fight sticks werd ontwikkeld, de adaptatie van SNK Heroines: Tag Team Frenzy voor zowel pc als Nintendo Switch, Frostpunk, en The Sexy Brutale. Een belangrijke samenwerking was die met Studio Wildcard voor ARK: Survival Evolved, beginnend met de PlayStation 4-versie in 2017. Abstraction was hierbij verantwoordelijk voor een complete herziening van de user interface en user flow voor consoles, een ontwerp dat later door de ontwikkelaar werd overgenomen voor alle platforms. Deze samenwerking was langdurig en omvatte later ook werk aan diverse uitbreidingen zoals ARK: Aberration en ports naar andere platforms, evenals werk aan de gerelateerde titel PixARK. In 2017 bracht Abstraction ook de 8-Bit Adventure Anthology: Volume I uit, waarbij het bedrijf tevens als uitgever fungeerde.
Abstraction raakte steeds vaker betrokken bij de additionele ontwikkeling van diverse AAA-titels. Zo werkten ze aan Halo: The Master Chief Collection (vanaf 2019). Ook samen met Larian Studios aan Baldur's Gate 3 tijdens de Early Access-fase (vanaf 2020), waarbij ze onder andere de Stadia-port leidden. Voor BioWare's Mass Effect: Legendary Edition (2021) richtte de studio zich op technische en grafische verbeteringen. Rond 2020 werkte Abstraction ook aan de consoleports van Totally Reliable Delivery Service. Verder begon het bedrijf mee te werken aan het aangekondigde Dune: Awakening.

### Recente ontwikkelingen en overname
In april 2024 trad Abstraction op als primaire ontwikkelaar voor Gigantic: Rampage Edition. Dit project betrof de terugkeer van de MOBA-hero shooter Gigantic, die oorspronkelijk door Motiga was ontwikkeld en in 2018 was stopgezet. Abstraction paste het spel aan en bracht het opnieuw uit voor moderne platforms, ditmaal als een eenmalige aankoop zonder microtransacties. Dit project markeerde een significante stap voor Abstraction naast de gebruikelijke port- en co-ontwikkelingsactiviteiten. Het spel werd goed ontvangen, maar kampte na lancering met serverproblemen.
Op 23 januari 2025 werd bekendgemaakt dat Abstraction was overgenomen door Virtuos, een grote internationale computerspelontwikkelaar. De overname was onderdeel van een bredere strategische zet waarbij Virtuos tegelijkertijd ook het Amerikaanse Pipeworks Studios overnam en een meerderheidsbelang verwierf in het Canadese Umanaïa Interactive. Het doel was om de wereldwijde ontwikkelcapaciteiten van Virtuos te versterken, met name in het Westen. Abstraction, dat op dat moment ongeveer honderd werknemers telde, zou ondanks de overname autonoom blijven opereren binnen de Virtuos-groep.

## Ontwikkelde spellen
| Uitgave | Titel                                                         | Soort ontwikkeling       | Oorspronkelijke ontwikkelaar                    | Uitgever(s)                                      | Platform                                                                      |
| ------- | ------------------------------------------------------------- | ------------------------ | ----------------------------------------------- | ------------------------------------------------ | ----------------------------------------------------------------------------- |
| 2008    | Potpourrii                                                    | Primaire ontwikkeling    | –                                               | Eigen beheer                                     | Wii                                                                           |
| 2009    | Potpourrii                                                    | Primaire ontwikkeling    | –                                               | Chillingo                                        | iOS                                                                           |
| 2009    | Dracula: Undead Awakening                                     | Portering                | Moregames Entertainment                         | Chillingo                                        | PlayStation 3, PSP                                                            |
| 2009    | Fairytale Fights                                              | Additionele ontwikkeling | Playlogic Game Factory                          | Playlogic Entertainment                          | PlayStation 3, Xbox 360                                                       |
| 2010    | Dracula: Undead Awakening                                     | Portering                | Moregames Entertainment                         | Chillingo                                        | Nintendo DSi, Wii                                                             |
| 2010    | Just Sing! National Anthems                                   | Portering                | Engine Software                                 | DTP Young Entertainment                          | Nintendo DSi                                                                  |
| 2010    | Just Sing! Christmas Songs                                    | Portering                | Engine Software                                 | DTP Young Entertainment                          | Nintendo DSi                                                                  |
| 2010    | Sneezies                                                      | Portering                | Retro Dreamer                                   | Chillingo                                        | Wii, PlayStation 3, PSP                                                       |
| 2011    | Cut the Rope                                                  | Portering                | ZeptoLab                                        | Chillingo                                        | Nintendo DSi                                                                  |
| 2011    | Angry Birds                                                   | Portering                | Rovio Mobile                                    | Chillingo / Rovio Mobile                         | PlayStation 3, PSP                                                            |
| 2012    | Cosmic Clean-Up                                               | Portering                | Cloud Castle Studios                            | Ripstone                                         | PlayStation Vita, PlayStation Mobile                                          |
| 2012    | Runespell Saga                                                | Additionele ontwikkeling | Mystic Box                                      | Mystic Box                                       | Browser / Internet                                                            |
| 2012    | Rocketbirds: Hardboiled Chicken                               | Portering                | Ratloop Asia                                    | Reverb Publishing                                | Windows, Mac                                                                  |
| 2012    | Angry Birds                                                   | Portering                | Rovio Mobile                                    | Rovio Mobile                                     | PlayStation Vita                                                              |
| 2012    | Topoloco                                                      | Primaire ontwikkeling    | Cloud Castle Studios                            | Eigen beheer                                     | Nintendo DSi                                                                  |
| 2012    | Knytt Underground                                             | Additionele ontwikkeling | Nifflas                                         | Ripstone                                         | PlayStation 3, PlayStation Vita                                               |
| 2013    | Knytt Underground                                             | Additionele ontwikkeling | Nifflas                                         | Ripstone                                         | Windows, Mac                                                                  |
| 2013    | Gun Commando                                                  | Additionele ontwikkeling | Green Hill                                      | Ripstone                                         | iOS, Android, PlayStation Vita                                                |
| 2013    | Hotline Miami                                                 | Portering                | Dennaton Games                                  | Devolver Digital                                 | Mac, Windows, PlayStation 3, PlayStation Vita                                 |
| 2014    | The Chaos Engine                                              | Portering                | The Bitmap Brothers                             | Mastertronic Group                               | Linux, Mac, Windows                                                           |
| 2014    | Hotline Miami                                                 | Portering                | Dennaton Games                                  | Devolver Digital                                 | PlayStation 4                                                                 |
| 2014    | BloodRayne: Betrayal                                          | Portering                | WayForward Technologies                         | Majesco Entertainment, Midnight City             | Windows                                                                       |
| 2014    | Double Dragon Neon                                            | Portering                | WayForward Technologies                         | Majesco Entertainment, Midnight City             | Windows                                                                       |
| 2014    | Gunpoint                                                      | Portering                | Suspicious Developments                         | Suspicious Developments                          | Linux, Mac                                                                    |
| 2014    | Duke Nukem 3D: Megaton Edition                                | Portering                | 3D Realms, Sunstorm Interactive, General Arcade | Devolver Digital                                 | PlayStation 3, PlayStation Vita                                               |
| 2014    | Rogue Legacy                                                  | Portering                | Cellar Door Games                               | Cellar Door Games                                | PlayStation 3, PlayStation 4, PlayStation Vita                                |
| 2014    | Awesomenauts Assemble!                                        | Portering                | Ronimo Games                                    | Ronimo Games                                     | PlayStation 4                                                                 |
| 2014    | Gunslugs                                                      | Portering                | OrangePixel                                     | Eigen beheer                                     | PlayStation Vita                                                              |
| 2014    | Teenage Mutant Ninja Turtles: Master Splinter's Training Pack | Portering                | Magic Pockets, WayForward Technologies          | Activision                                       | Nintendo 3DS                                                                  |
| 2014    | Halo: The Master Chief Collection                             | Additionele ontwikkeling | Bungie, 343 Industries                          | Microsoft Studios                                | Xbox One                                                                      |
| 2015    | Whispering Willows                                            | Portering                | Night Light Interactive                         | Akupara Games / Eigen beheer                     | Xbox One, Wii U                                                               |
| 2015    | Nickelodeon's Teenage Mutant Ninja Turtles                    | Portering                | Magic Pockets                                   | Activision                                       | Nintendo 3DS                                                                  |
| 2015    | Teenage Mutant Ninja Turtles: Danger of the Ooze              | Portering                | WayForward Technologies                         | Activision                                       | Nintendo 3DS                                                                  |
| 2015    | Don't Starve (+ Reign of Giants)                              | Portering                | Klei Entertainment                              | Klei Entertainment                               | PlayStation 3, Wii U                                                          |
| 2015    | Hatoful Boyfriend                                             | Portering                | Hato Moa, Mediatonic                            | Devolver Digital                                 | PlayStation 4, PlayStation Vita                                               |
| 2015    | Hatoful Boyfriend: Holiday Star                               | Portering                | Hato Moa, Mediatonic                            | Devolver Digital                                 | PlayStation 4, PlayStation Vita                                               |
| 2015    | Titan Souls                                                   | Portering                | Acid Nerve                                      | Devolver Digital                                 | PlayStation 4, PlayStation Vita                                               |
| 2015    | Titan Souls                                                   | Additionele ontwikkeling | Acid Nerve                                      | Devolver Digital                                 | Android                                                                       |
| 2015    | Heroes of Loot                                                | Portering                | OrangePixel                                     | Eigen beheer                                     | PlayStation Vita                                                              |
| 2015    | Gods Will Be Watching                                         | Additionele ontwikkeling | Deconstructeam                                  | Devolver Digital                                 | iOS                                                                           |
| 2015    | Hotline Miami                                                 | Additionele ontwikkeling | Dennaton Games                                  | Devolver Digital                                 | Android                                                                       |
| 2015    | Hotline Miami                                                 | Portering                | Dennaton Games                                  | Devolver Digital                                 | PlayStation 4, PlayStation Vita                                               |
| 2015    | Hotline Miami 2: Wrong Number                                 | Additionele ontwikkeling | Dennaton Games                                  | Devolver Digital                                 | Android                                                                       |
| 2015    | Hotline Miami 2: Wrong Number                                 | Portering                | Dennaton Games                                  | Devolver Digital                                 | PlayStation 3, PlayStation 4, PlayStation Vita                                |
| 2015    | Rogue Legacy                                                  | Portering                | Cellar Door Games                               | Cellar Door Games                                | Xbox One                                                                      |
| 2015    | Kick & Fennick                                                | Portering                | Jaywalkers Interactive                          | Green Hill, Abstraction Games                    | PlayStation Vita                                                              |
| 2015    | ARK: Survival Evolved                                         | Portering                | Studio Wildcard                                 | Studio Wildcard                                  | Xbox One (Game Preview)                                                       |
| 2016    | Pixel Piracy                                                  | Portering                | Quadro Delta / Vitali Kirpu                     | 505 Games, Abstraction                           | Xbox One, PlayStation 4                                                       |
| 2016    | Deadlight: Director's Cut                                     | Additionele ontwikkeling | Tequila Works                                   | Koch Media (Deep Silver)                         | Xbox One, Windows, PlayStation 4                                              |
| 2016    | 140                                                           | Portering                | Jeppe Carlsen                                   | Double Fine Productions, Abstraction             | Xbox One, Wii U, PlayStation 4, PlayStation Vita                              |
| 2016    | A Boy and His Blob                                            | Portering                | WayForward Technologies                         | Majesco Entertainment                            | Xbox One, Windows, Mac, Linux, PlayStation 3, PlayStation 4, PlayStation Vita |
| 2016    | ARK: Survival Evolved                                         | Portering                | Studio Wildcard                                 | Studio Wildcard                                  | Xbox One, PlayStation 4                                                       |
| 2016    | Bombshell                                                     | Portering                | Interceptor Entertainment                       | 3D Realms                                        | Xbox One, PlayStation 4                                                       |
| 2016    | Kick & Fennick                                                | Portering                | Jaywalkers Interactive                          | Eigen beheer                                     | Xbox One, Wii U, PlayStation 4                                                |
| 2016    | Danganronpa: Trigger Happy Havoc                              | Portering                | Spike Chunsoft                                  | Spike Chunsoft                                   | Windows, Mac, Linux                                                           |
| 2016    | Danganronpa 2: Goodbye Despair                                | Portering                | Spike Chunsoft                                  | Spike Chunsoft                                   | Windows, Mac, Linux                                                           |
| 2016    | Toki Tori 2+                                                  | Portering                | Two Tribes                                      | Two Tribes                                       | PlayStation 4                                                                 |
| 2016    | Broforce                                                      | Portering                | Free Lives                                      | Devolver Digital                                 | PlayStation 4                                                                 |
| 2016    | Spider: Rite of the Shrouded Moon                             | Portering                | Tiger Style                                     | Tiger Style                                      | PlayStation 4, PlayStation Vita                                               |
| 2016    | Verdun                                                        | Portering                | M2H, BlackMill Games                            | M2H, BlackMill Games                             | PlayStation 4                                                                 |
| 2016    | Awesomenauts Assemble!                                        | Portering                | Ronimo Games                                    | Ronimo Games                                     | Xbox One                                                                      |
| 2017    | ARK: Aberration (DLC)                                         | Additionele ontwikkeling | Studio Wildcard                                 | Studio Wildcard                                  | Xbox One, Windows, Mac, PlayStation 4                                         |
| 2017    | 8-bit Adventure Anthology: Volume I                           | Portering                | ICOM Simulations                                | Eigen beheer                                     | Xbox One, Windows, Mac, Linux, PlayStation 4                                  |
| 2017    | The Sexy Brutale                                              | Portering                | Cavalier Game Studios, Tequila Works            | Tequila Works                                    | Xbox One, Nintendo Switch, PlayStation 4                                      |
| 2017    | The Sexy Brutale                                              | Additionele ontwikkeling | Cavalier Game Studios, Tequila Works            | Tequila Works                                    | Windows                                                                       |
| 2017    | The King of Fighters XIV                                      | Portering                | SNK                                             | SNK Playmore                                     | Windows (Steam)                                                               |
| 2017    | Danganronpa Another Episode: Ultra Despair Girls              | Portering                | Spike Chunsoft                                  | NIS America, Spike Chunsoft                      | Windows                                                                       |
| 2017    | Danganronpa 1-2 Reload                                        | Portering                | Spike Chunsoft                                  | NIS America, Spike Chunsoft                      | PlayStation 4                                                                 |
| 2017    | Citadel: Forged with Fire                                     | Additionele ontwikkeling | Blue Isle Studios                               | Blue Isle Studios                                | PlayStation 4, Xbox One, Windows                                              |
| 2017    | A Boy and His Blob                                            | Portering                | WayForward Technologies                         | Majesco Entertainment                            | Android, iPad, iOS                                                            |
| 2017    | ARK: Survival Evolved (Volledige versie)                      | Portering                | Studio Wildcard                                 | Studio Wildcard                                  | Xbox One, PlayStation 4                                                       |
| 2017    | Verdun                                                        | Portering                | M2H, BlackMill Games                            | M2H, BlackMill Games                             | Xbox One                                                                      |
| 2018    | Frostpunk                                                     | Portering                | 11 bit studios                                  | 11 bit studios                                   | Xbox One, PlayStation 4                                                       |
| 2018    | Surviving Mars                                                | Portering                | Haemimont Games                                 | Paradox Interactive                              | Xbox One, Windows, Mac, Linux, PlayStation 4                                  |
| 2018    | SNK Heroines: Tag Team Frenzy                                 | Portering                | SNK                                             | NIS America                                      | Nintendo Switch                                                               |
| 2018    | 428: Shibuya Scramble                                         | Portering                | Spike Chunsoft                                  | Spike Chunsoft                                   | Windows, PlayStation 4                                                        |
| 2018    | ARK: Survival Evolved                                         | Portering                | Studio Wildcard                                 | Snail Games / Studio Wildcard                    | Nintendo Switch                                                               |
| 2018    | Agony                                                         | Additionele ontwikkeling | Madmind Studio                                  | Madmind Studio, PlayWay                          | Windows                                                                       |
| 2018    | Rogue Legacy                                                  | Portering                | Cellar Door Games                               | Cellar Door Games                                | Nintendo Switch                                                               |
| 2018    | Whispering Willows                                            | Portering                | Night Light Interactive                         | Akupara Games / Eigen beheer                     | Nintendo Switch                                                               |
| 2019    | PixARK                                                        | Portering                | Snail Games                                     | Snail Games                                      | Nintendo Switch, PlayStation 4                                                |
| 2019    | Shadowgate                                                    | Additionele ontwikkeling | Zojoi                                           | Eigen beheer                                     | Xbox One, Nintendo Switch, PlayStation 4                                      |
| 2019    | Pitfall Planet                                                | Portering                | Bonfire Games                                   | Eigen beheer                                     | Nintendo Switch                                                               |
| 2019    | ARK: Survival Evolved - Genesis Season Pass (Part 1)          | Additionele ontwikkeling | Studio Wildcard                                 | Studio Wildcard, Snail Games                     | Linux, Mac, PlayStation 4, Windows, Windows Apps, Xbox One                    |
| 2019    | Halo: The Master Chief Collection                             | Additionele ontwikkeling | 343 Industries, Bungie                          | Microsoft Studios                                | Windows                                                                       |
| 2019    | SNK Heroines: Tag Team Frenzy                                 | Portering                | SNK                                             | SNK                                              | Windows                                                                       |
| 2019    | Hotline Miami Collection                                      | Portering                | Dennaton Games                                  | Devolver Digital                                 | Nintendo Switch                                                               |
| 2019    | Remnant: From the Ashes                                       | Additionele ontwikkeling | Gunfire Games                                   | Perfect World Entertainment, Gearbox Publishing  | Xbox One, Windows                                                             |
| 2019    | Rogue Legacy                                                  | Portering                | Cellar Door Games                               | Cellar Door Games                                | Nintendo Switch, PlayStation 4                                                |
| 2020    | Totally Reliable Delivery Service                             | Portering                | We're Five Games                                | tinyBuild                                        | Xbox One, Nintendo Switch, PlayStation 4                                      |
| 2020    | Tannenberg                                                    | Portering                | M2H, BlackMill Games                            | M2H, BlackMill Games                             | Xbox One, PlayStation 4                                                       |
| 2020    | Hotline Miami Collection                                      | Portering                | Dennaton Games                                  | Devolver Digital                                 | Google Stadia, Xbox One                                                       |
| 2020    | Hotline Miami 2: Wrong Number                                 | Portering                | Dennaton Games                                  | Devolver Digital                                 | Google Stadia                                                                 |
| 2020    | The King of Fighters XIV                                      | Portering                | SNK                                             | SNK Playmore                                     | Windows (GOG.com)                                                             |
| 2020    | Baldur's Gate III                                             | Additionele ontwikkeling | Larian Studios                                  | Larian Studios                                   | Windows, Mac (Early Access)                                                   |
| 2020    | Baldur's Gate III                                             | Portering                | Larian Studios                                  | Larian Studios                                   | Google Stadia (Early Access)                                                  |
| 2020    | 140                                                           | Portering                | Jeppe Carlsen                                   | Double Fine Productions, Abstraction             | Nintendo Switch                                                               |
| 2020    | The Sexy Brutale                                              | Portering                | Cavalier Game Studios, Tequila Works            | Tequila Works                                    | Nintendo Switch                                                               |
| 2020    | Remnant: From the Ashes                                       | Additionele ontwikkeling | Gunfire Games                                   | Perfect World Entertainment / Gearbox Publishing | Xbox One, Windows                                                             |
| 2021    | ARK: Scorched Earth (DLC)                                     | Portering                | Studio Wildcard                                 | Studio Wildcard                                  | Google Stadia                                                                 |
| 2021    | Surviving Mars: Below and Beyond (DLC)                        | Additionele ontwikkeling | Haemimont Games                                 | Paradox Interactive                              | Xbox One, Windows, Mac, Linux, PlayStation 4                                  |
| 2021    | Surgeon Simulator 2: Access All Areas                         | Portering                | Bossa Studios                                   | Bossa Studios                                    | Xbox One, Xbox Series X/S                                                     |
| 2021    | Stranded Deep                                                 | Portering                | Beam Team Games                                 | Beam Team Games, North Beach Games               | Nintendo Switch                                                               |
| 2021    | Remnant: From the Ashes                                       | Portering                | Gunfire Games                                   | Perfect World Entertainment                      | Windows (Windows Store / Apps)                                                |
| 2021    | Hotline Miami Collection                                      | Portering                | Dennaton Games                                  | Devolver Digital                                 | Xbox One, Xbox Series X/S                                                     |
| 2021    | Mass Effect: Legendary Edition                                | Additionele ontwikkeling | BioWare                                         | Electronic Arts                                  | Windows, PlayStation 4, Xbox One, Xbox Series X/S                             |
| 2021    | Last Oasis                                                    | Portering                | Donkey Crew                                     | Donkey Crew, Snail Games                         | Xbox One                                                                      |
| 2021    | Frostpunk                                                     | Portering                | 11 bit studios                                  | 11 bit studios                                   | Mac                                                                           |
| 2021    | Halo: The Master Chief Collection                             | Additionele ontwikkeling | 343 Industries, Bungie                          | Microsoft                                        | Windows, Xbox Series X/S, Xbox One                                            |
| 2021    | Verdun                                                        | Portering                | M2H, BlackMill Games                            | M2H, BlackMill Games                             | PlayStation 5, PlayStation 4                                                  |
| 2021    | Tannenberg                                                    | Portering                | M2H, BlackMill Games                            | M2H, BlackMill Games                             | PlayStation 5, PlayStation 4                                                  |
| 2021    | ARK: Survival Evolved                                         | Portering                | Studio Wildcard                                 | Studio Wildcard                                  | Xbox One/Xbox Series X/S                                                      |
| 2021    | A Boy and His Blob                                            |                          | WayForward Technologies                         | Majesco Entertainment                            | Nintendo Switch                                                               |
| 2022    | Surviving Mars: Martian Express (DLC)                         | Additionele ontwikkeling | Haemimont Games                                 | Paradox Interactive                              | Xbox One, Windows, Mac, Linux, PlayStation 4                                  |
| 2022    | ARK: Survival Evolved                                         | Additionele ontwikkeling | Studio Wildcard                                 | Snail Games USA                                  | Nintendo Switch                                                               |
| 2022    | ARK: Aberration (DLC)                                         | Additionele ontwikkeling | Studio Wildcard                                 | Snail Games USA                                  | Nintendo Switch                                                               |
| 2022    | A Boy and His Blob                                            | Portering                | WayForward Technologies                         | Majesco Entertainment                            | Nintendo Switch, PlayStation 4                                                |
| 2023    | Endless Dungeon                                               | Additionele ontwikkeling | Amplitude Studios                               | SEGA                                             | Xbox One, Xbox Series X/S, PlayStation 4, PlayStation 5, Windows              |
| 2023    | ARK: Extinction (DLC)                                         | Additionele ontwikkeling | Studio Wildcard                                 | Studio Wildcard                                  | Nintendo Switch                                                               |
| 2023    | Baldur's Gate III (Volledige release)                         | Additionele ontwikkeling | Larian Studios                                  | Larian Studios                                   | Mac, PlayStation 5, Windows, Xbox Series X/S                                  |
| 2023    | Whispering Willows                                            | Portering                | Night Light Interactive                         | Akupara Games, Eigen beheer                      | Nintendo Switch                                                               |
| 2024    | Gigantic: Rampage Edition                                     | Primaire ontwikkeling    | –                                               | Arc Games                                        | Xbox One, Xbox Series X/S, Windows, PlayStation 4, PlayStation 5              |
| TBA     | Dune: Awakening                                               | Additionele ontwikkeling | Funcom                                          | Funcom                                           | Windows, PlayStation 5, Xbox Series X/S                                       |